# 山东军区1945年对日大反攻
1945年山东军区对日大反攻发生在中国抗日战争末期战略反攻阶段。中共中央军委主席毛泽东发出“扩大解放区，缩小沦陷区”的命令，指示敌后的共产党军队“把日军一切守备薄弱和在我现有条件下能够攻克的沦陷区，全部化为解放区，迫使敌人处于极端狭窄的城市和交通要道之中”。八路军山东军区各部队遵照毛泽东的这一命令，在山东军区统一部署下，向全区范围内的日军展开的进攻战役。于1945年春、夏季向日展开攻势作战为开端，至1945年9月结束后山东省除铁路沿线几个孤立的大城市外，全部为山东解放区所辖，总面积达12.5万平方公里，约2800万人口。